# Пулонга
Пулонга (рус. Пулонга) река је која протиче источним делом Кољског полуострва на подручју Мурманске области Русије. Протиче преко територије Ловозерског и Терског рејона. Свој ток завршава на Терској обали као притока Белог мора.
Укупна дужина водотока је 78 km, док је површина сливног подручја око 734 km².